# József D. Bajnóczy
József D. Bajnóczy, madžarski general, * 1888, † 1977.